# Bibliothèque municipale de Vesoul
La Bibliothèque municipale de Vesoul est une bibliothèque municipale fondée en 1771 dans la ville de Vesoul, en Haute-Saône.
La bibliothèque est composée de deux sites : le site principal qui porte le nom de bibliothèque Louis-Garret et une bibliothèque annexe au sein du centre social de l'Espace Villon.

## Histoire
La bibliothèque municipale de Vesoul ouvre en 1771 lorsque l'abbé Nicolas Bardenet, supérieur de l'hôpital du Saint-Esprit de Besançon, offre sa collection de 1792 livres à la ville. Les collections s'enrichissent considérablement à la Révolution, grâce aux confiscations opérées dans les monastères de la ville (capucins) et de la région (monastères de Luxeuil et de Faverney). Près de 20 000 volumes entrent ainsi à la bibliothèque, dont des manuscrits du XIe siècle. Les ouvrages sont alors conservés au 3e étage de la mairie,.

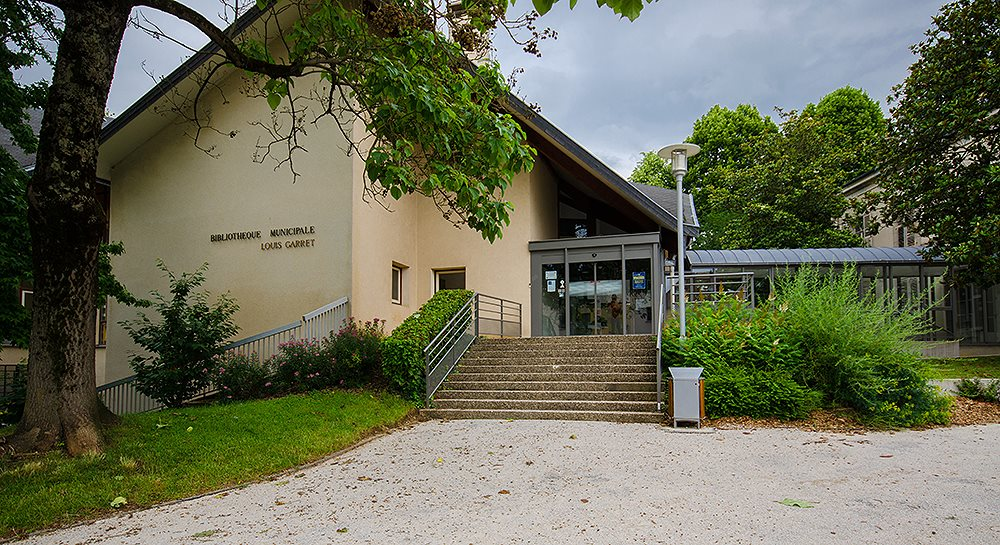
La bibliothèque Louis-Garret.

Ce n'est qu'en 1981 que la municipalité décide de construire un nouveau bâtiment afin de favoriser la lecture publique offrant aux lecteurs un espace de 1 800 m2. La bibliothèque a été récemment informatisée. Le fonds ancien comprend environ 200 manuscrits et 150 incunables.

## Organisation
La bibliothèque municipale Louis-Garret est répartie en deux sections :
- l'espace jeunesse réservé aux enfants et aux adolescents. On y trouve des albums, romans, livres pour les tout-petits, bandes dessinées, documentaires et presse ;
- l’espace adulte offre une large sélection de romans, livres en gros caractères, bandes dessinées, théâtre, poésie, contes, documentaires, ouvrages régionaux, presse.

Dans la bibliothèque, on trouve également une salle de documentation et de consultation.